# 中山翔太
中山 翔太（なかやま しょうた、1996年9月22日 - ）は、大阪府大阪市出身のプロ野球選手（外野手）。右投右打。オイシックス新潟アルビレックス・ベースボール・クラブ所属。

## 経歴

### プロ入り前
城星学園小学校時代に軟式野球を始め、大阪市立本庄中学校では東成シニアに所属。
履正社高校では2年秋からベンチ入りし、4番レフトで近畿大会ベスト4に貢献。第86回選抜高等学校野球大会に出場し、決勝まで勝ち進み、近畿大会で敗れた高橋奎二らを擁する龍谷大平安高校と再び対戦するが準優勝で終わった。3年夏はレギュラーを外れ、ほとんど出番がなく、準決勝で香月一也、正隨優弥、青柳昴樹らを擁する大阪桐蔭高校に敗れ、ベスト4。甲子園通算5試合、打率.176（17打数3安打）4打点。1学年先輩に宮本丈、2学年後輩に寺島成輝がいる。
法政大学に進学し、2年春から出場し、2年秋にレフトでレギュラーを確保。2年秋は大竹耕太郎や加藤拓也（矢崎拓也）から本塁打を放つなど3本塁打を記録し、明治神宮外苑創建90年記念奉納試合の東京六大学選抜メンバーに選ばれた。その際に当時のヤクルトのセットアッパーであった秋吉亮から安打を放つなど、鋭い当たりを連発した。3年春からファーストに回り、4年春はリーグ史上8人目のサイクル安打を記録するなど、打率.380を記録し、一塁手のベストナインを獲得。4年秋は小島和哉らから3本塁打を放ち、12季ぶりの優勝に貢献した。第49回明治神宮野球大会では初戦の環太平洋大学戦で1安打を放ったが敗れた。東京六大学通算64試合、打率.306（248打数76安打）、11本塁打、47打点。
2018年度ドラフト会議にて東京ヤクルトスワローズから2位指名を受け、11月30日に契約金7500万円、年俸1300万円（金額は推定）で仮契約を結んだ。背番号は8。

### ヤクルト時代
2019年シーズンは、初打席で初安打を記録すると（オープン戦でも初打席初安打を記録している）、6月16日の対埼玉西武ライオンズ戦でプロ初本塁打を記録。35試合に出場し、打率.289、5本塁打、14打点と非凡な長打力を見せたが、好不調の波が激しかった。特に広島東洋カープ相手に強く、5本中3本を広島戦で放った。
2020年シーズンは29試合の出場にとどまり、打率、安打数、本塁打数など軒並み前年のシーズンを下回る成績となったが、主に代打として存在感を見せた。特に9月には、得意とする広島戦で豪快な本塁打を放つなど、チームでは大杉勝男以来の記録となる、球団最多タイ記録である月間3本の代打本塁打を放ったが、年間の本塁打数は4本に留まった。
2021年シーズンはキャンプで青木宣親や内川聖一にアドバイスを受けるも、自己最少の9試合の出場に留まり、1安打しか打てなかった。12月10日に契約更改を行った。
2022年、1月26日に新型コロナウイルス感染症に感染したことが発表された。開幕後はイースタン・リーグ85試合に出場したもののシーズン終了まで一軍出場の機会はなく、10月4日に翌年の契約を結ばないことが発表された。

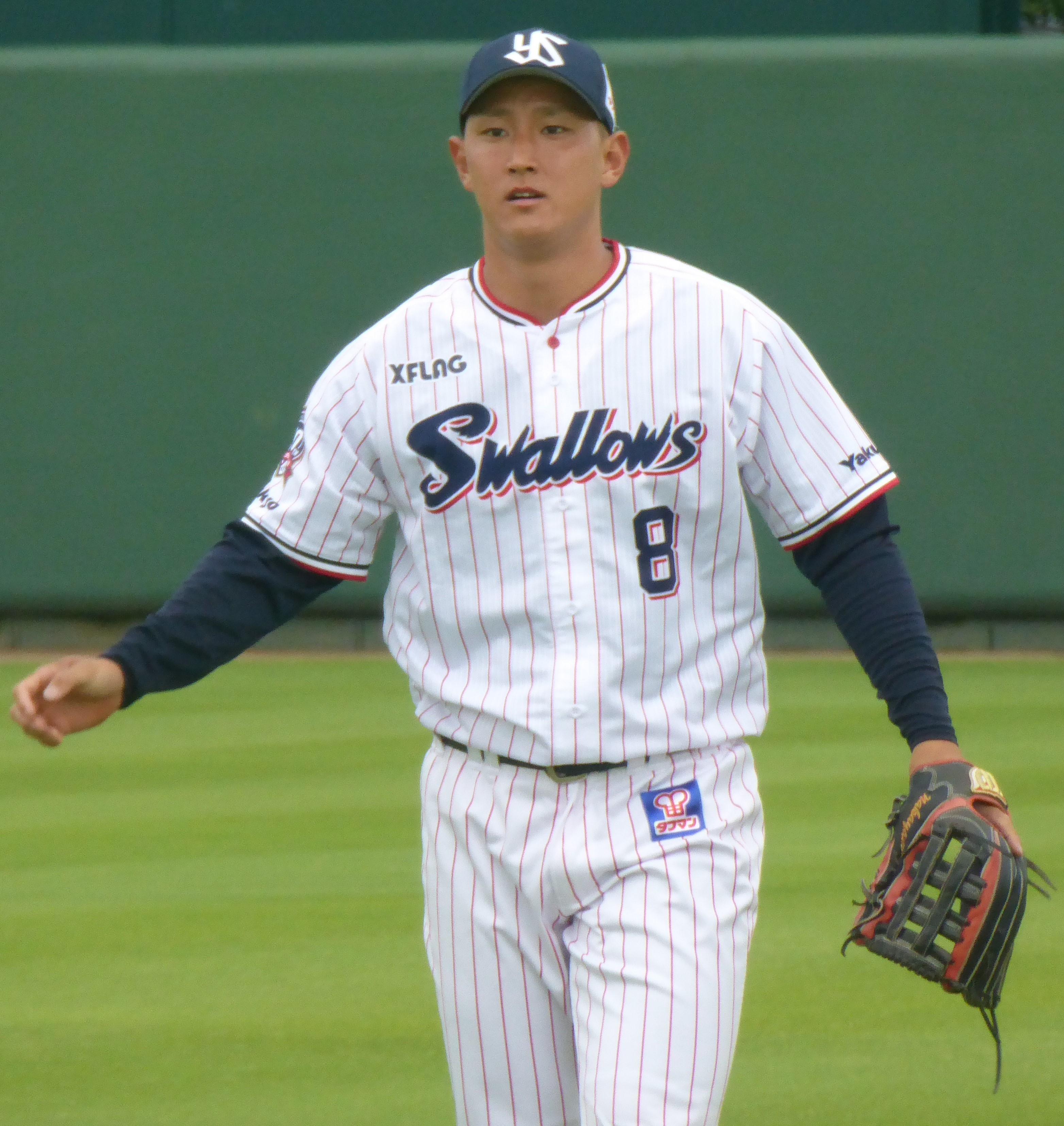
ヤクルト時代
（2019年6月8日）

11月8日、楽天生命パークで行われた12球団合同トライアウトに参加。同年に引退した坂口智隆が打撃投手を務め、マンツーマンで指導、この日も球場まで訪問していた。「毎日ずっとお手伝いしてくださった坂口さんのためにも何とか（ヒット）1本見せたかった」と感想を述べた。

### KAL・熊本時代
2023年1月13日、九州アジアリーグの火の国サラマンダーズに入団することが発表された。
2023年10月1日に松山中央公園野球場（坊っちゃんスタジアム）で行われた、埼玉武蔵ヒートベアーズとのグランドチャンピオンシップ決勝戦に4番・右翼手で先発出場して2安打4打点の成績を挙げ、チームは勝利した。11月6日、この年から初めて表彰が始まったリーグのベストナインに外野手として選出された。

### オイシックス時代
2023年12月6日、2024年よりイースタン・リーグに参加するオイシックス新潟アルビレックス・ベースボール・クラブに入団することが発表された。入団会見時には来季の目標として、情熱を持ってひとつひとつのプレーを取り組みたいとのことから「情熱」という言葉を色紙に書いた。

## 選手としての特徴
長打力が武器のスラッガー。ヘッドスピードや日本人離れした打球の速さも魅力。

## 人物
趣味はウエイトトレーニング。鍛え上げられた筋肉が自慢。愛称は同姓のお笑い芸人であるなかやまきんに君に因み「きんに君」。チームメイトからは「筋ちゃん」、「筋さん」と呼ばれている。
憧れの選手はジャンカルロ・スタントン。
非常に明るい性格。

## 詳細情報

### 年度別打撃成績
| 年 度     | 球 団     | 試 合 | 打 席 | 打 数 | 得 点 | 安 打 | 二 塁 打 | 三 塁 打 | 本 塁 打 | 塁 打 | 打 点 | 盗 塁 | 盗 塁 死 | 犠 打 | 犠 飛 | 四 球 | 敬 遠 | 死 球 | 三 振 | 併 殺 打 | 打 率 | 出 塁 率 | 長 打 率 | O P S |
| --------- | --------- | ----- | ----- | ----- | ----- | ----- | -------- | -------- | -------- | ----- | ----- | ----- | -------- | ----- | ----- | ----- | ----- | ----- | ----- | -------- | ----- | -------- | -------- | ----- |
| 2019      | ヤクルト  | 35    | 100   | 97    | 11    | 28    | 4        | 0        | 5        | 47    | 14    | 0     | 0        | 0     | 0     | 3     | 0     | 0     | 25    | 2        | .289  | .310     | .485     | .795  |
| 2020      | ヤクルト  | 29    | 53    | 48    | 4     | 11    | 1        | 0        | 4        | 24    | 8     | 0     | 0        | 0     | 1     | 3     | 0     | 1     | 19    | 2        | .229  | .283     | .500     | .783  |
| 2021      | ヤクルト  | 9     | 14    | 11    | 0     | 1     | 0        | 0        | 0        | 1     | 1     | 0     | 0        | 0     | 0     | 0     | 0     | 3     | 3     | 0        | .091  | .286     | .091     | .377  |
| 通算：3年 | 通算：3年 | 73    | 167   | 156   | 15    | 40    | 5        | 0        | 9        | 72    | 23    | 0     | 0        | 0     | 1     | 6     | 0     | 4     | 47    | 4        | .256  | .299     | .462     | .761  |

- 2023年度シーズン終了時

### 年度別守備成績
| 年 度 | 球 団    | 外野  | 外野  | 外野  | 外野  | 外野  | 外野     |
| 年 度 | 球 団    | 試 合 | 刺 殺 | 補 殺 | 失 策 | 併 殺 | 守 備 率 |
| ----- | -------- | ----- | ----- | ----- | ----- | ----- | -------- |
| 2019  | ヤクルト | 28    | 43    | 0     | 0     | 0     | 1.000    |
| 2020  | ヤクルト | 15    | 15    | 0     | 0     | 0     | 1.000    |
| 2021  | ヤクルト | 3     | 5     | 0     | 0     | 0     | 1.000    |
| 通算  | 通算     | 46    | 63    | 0     | 0     | 0     | 1.000    |

- 2023年度シーズン終了時

### 表彰
- 東鉄工業 presents 燕の下の力持ち賞（2020年9月度[38]）

### 記録

#### NPB
- 初出場：2019年6月9日、対オリックス・バファローズ2回戦（明治神宮野球場）、8回裏に石山泰稚の代打で出場
- 初打席・初安打・初打点：同上、8回裏にブランドン・ディクソンから左前2点適時打
- 初先発出場：2019年6月11日、対東北楽天ゴールデンイーグルス1回戦（ヨーク開成山スタジアム）、6番・左翼手で先発出場
- 初本塁打：2019年6月16日、対埼玉西武ライオンズ3回戦（メットライフドーム）、9回表にウラディーミル・バレンティンの代打で出場、松本直晃から左越ソロ

### 独立リーグでの年度別打撃成績
| 年 度     | 球 団     | 試 合 | 打 席 | 打 数 | 得 点 | 安 打 | 二 塁 打 | 三 塁 打 | 本 塁 打 | 塁 打 | 打 点 | 盗 塁 | 盗 塁 死 | 犠 打 | 犠 飛 | 四 球 | 敬 遠 | 死 球 | 三 振 | 併 殺 打 | 打 率 | 出 塁 率 | 長 打 率 | O P S |
| --------- | --------- | ----- | ----- | ----- | ----- | ----- | -------- | -------- | -------- | ----- | ----- | ----- | -------- | ----- | ----- | ----- | ----- | ----- | ----- | -------- | ----- | -------- | -------- | ----- |
| 2023      | 熊本      | 72    | 274   | 231   | 37    | 75    | 12       | 4        | 6        | 113   | 53    | 9     | 7        | 0     | 6     | 32    | -     | 5     | 29    | 3        | .325  | .409     | .489     | .898  |
| 通算：1年 | 通算：1年 | 72    | 274   | 231   | 37    | 75    | 12       | 4        | 6        | 113   | 53    | 9     | 7        | 0     | 6     | 32    | -     | 5     | 29    | 3        | .325  | .409     | .489     | .898  |

- 2023年度シーズン終了時

### 背番号
- 8（2019年 - 2022年）
- 29（2023年）
- 37（2024年 - ）

### 登場曲
- 『It's My Life』Bon Jovi（2019年）
- 『とんぼ』長渕剛（2020年 - ）